# Robert Hübner
Robert Hübner (* 6. November 1948 in Porz; † 5. Januar 2025 in Köln) war ein deutscher Schachgroßmeister. Der 1976 an der Universität zu Köln promovierte Papyrologe gilt als einer der erfolgreichsten deutschen Schachspieler. Von 1971 bis 1988 gehörte er durchgehend zu den 20 weltbesten Spielern, seine beste Platzierung in der Eloliste war der dritte Platz im Juli 1981.

## Jugend

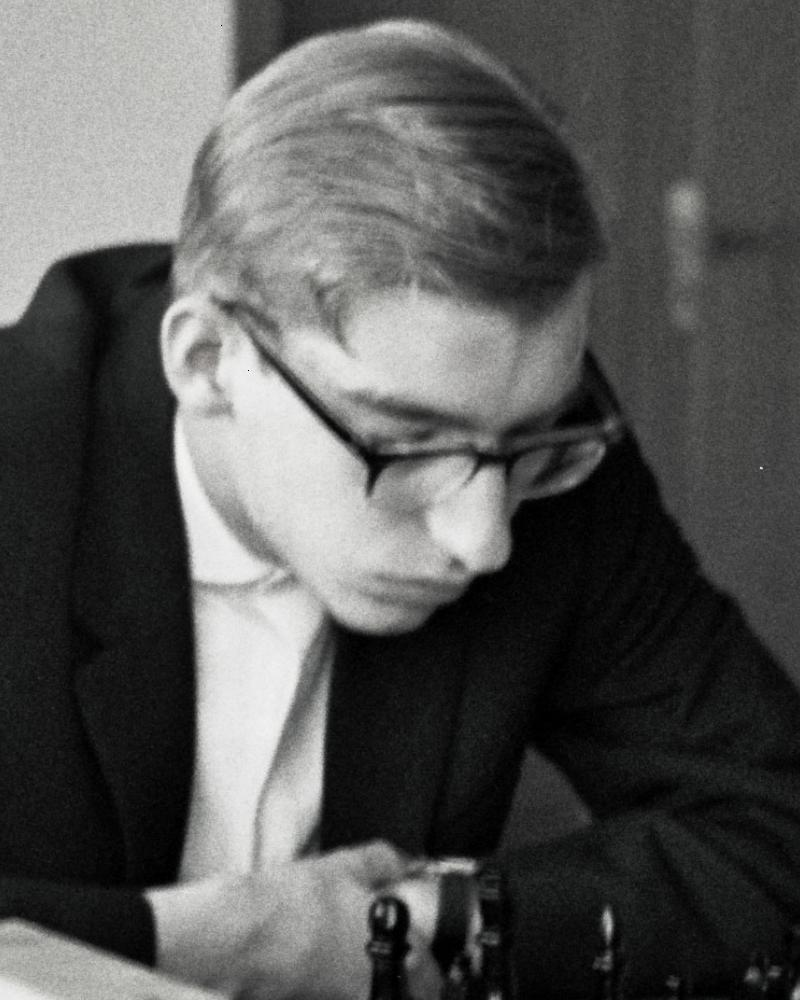
Der 17-jährige Robert Hübner in Porz (1966)

Hübner wurde 1948 in Porz, heute ein Stadtteil von Köln, geboren. Er lernte als Fünfjähriger das Schachspielen von seinem Vater, dem Kölner Studienrat Hans Hübner, der am Hölderlin-Gymnasium in Köln-Mülheim die Fächer Deutsch, Latein und Griechisch unterrichtete.
1957 wurde er Mitglied im Eisenbahnschachverein Turm Köln. Mit seinem Verein spielte er 1961 in Minden um die Deutsche Mannschaftsmeisterschaft und erzielte am achten Brett fünf Punkte aus sieben Partien. 1963 wurde er in Bad Schwalbach mit vier Punkten Vorsprung Deutscher Jugendmeister. Ein Jahr später belegte er in Groningen in einem internationalen Jugendturnier mit Hans Ree den geteilten 1. Platz. Bei der 8. Jugend-Weltmeisterschaft in Barcelona 1965 erreichte er punktgleich mit dem ostdeutschen Teilnehmer Manfred Schöneberg Rang 5 bis 7. Bei der 9. Jugendweltmeisterschaft 1967 in Jerusalem wurde er hinter Kaplan, Keene und Timman Vierter.

## Internationale Laufbahn
Danach belegte er bei der Deutschen Meisterschaft in Kiel 1967 zusammen mit Hans Besser den geteilten ersten Platz. 1968 gewann er das internationale Turnier in Büsum. 1969 wurde er Internationaler Meister. Beim Zonenturnier in Athen qualifizierte er sich mit dem 2. bis 3. Platz für das Interzonenturnier.
In den 1970er Jahren entwickelte Hübner als Gegenmittel gegen das Rubinstein-System von Akiba Rubinstein in der Nimzowitsch-Indischen Verteidigung ein Blockadesystem auf den schwarzen Feldern, das nach dem schwarzen Gegenzug 4. … c7–c5 nur durch die Züge 5. Lf1–d3 Sb8–c6 6. Sg1–f3 Lb4xc3+ 7. b2xc3 d7–d6 eingeleitet wird. Mit 8. e3–e4 e6–e5 9. d4–d5 Sc6–e7 wäre das Zentrum verbaut. Für den wünschenswerten Hebel f2–f4 muss Weiß nun zuvor den eben dorthin entwickelten Sf3 wegziehen und verliert dadurch Tempi. Das legitimiert das freiwillige Lb4xc3+. Im Sämisch-System hat Weiß das Mehrtempo a2–a3 verbraucht, kann dafür aber bei solch einem Blockade-Aufbau sofortiges f2–f4 ziehen. Er wurde damit Namensgeber für das Hübner-System.

### Interzonenturnier Palma und erster Anlauf zur Weltmeisterschaft
Seinen internationalen Durchbruch schaffte er bei diesem Interzonenturnier Palma de Mallorca 1970, bei dem er hinter dem späteren Weltmeister Bobby Fischer (die Partie zwischen den beiden endete remis) den geteilten 2. Platz erreichte und sich für die Kandidatenkämpfe qualifizierte. Gleichzeitig erfüllte er die Großmeisternorm und wurde 1971 jüngster deutscher Großmeister.
Im Kandidatenturnier unterlag er in Sevilla im Viertelfinale dem Ex-Weltmeister Tigran Petrosjan. In diesem Wettkampf wurde Hübner durch den großen Lärm gestört, der im Turniersaal herrschte. Petrosjan, der schwerhörig war, konnte sein Hörgerät abstellen. Hübner konnte sich nicht konzentrieren, fühlte sich benachteiligt und brach nach der verlorenen siebten Partie den Wettkampf ab, nachdem zuvor sechs Remispartien gespielt worden waren.

### Weitere Turniere (1972–1979)
1972 spielte er in der deutschen Nationalmannschaft bei der Schacholympiade in Skopje. Hier erzielte er an Brett eins das beste Ergebnis aller Spitzenbretter (+12 =6 −0) und schlug auch Petrosjan.
1973 konnte er sich beim Interzonenturnier in Leningrad als Fünfter nicht für das Kandidatenturnier qualifizieren. Ein Wettkampf mit Kortschnoi in Solingen ging mit 3,5:4,5 verloren. 1974 und 1975 wurde er mit der Solinger SG 1868 Deutscher Mannschaftsmeister.
Beim Interzonenturnier in Biel 1976 lag Hübner lange Zeit in Führung. In der vorletzten Runde verlor er seine Partie gegen Petrosjan, nachdem er eine klare Gewinnmöglichkeit ausgelassen hatte. Platz 5 bis 7 reichte nicht zur Qualifikation.
1979 belegte er beim Großmeisterturnier in München den geteilten 1. bis 4. Platz. Mittlerweile wieder für die SG Porz spielend wurde Hübner 1979 erneut deutscher Mannschaftsmeister.

### Interzonenturnier Rio und zweiter Anlauf zur Weltmeisterschaft

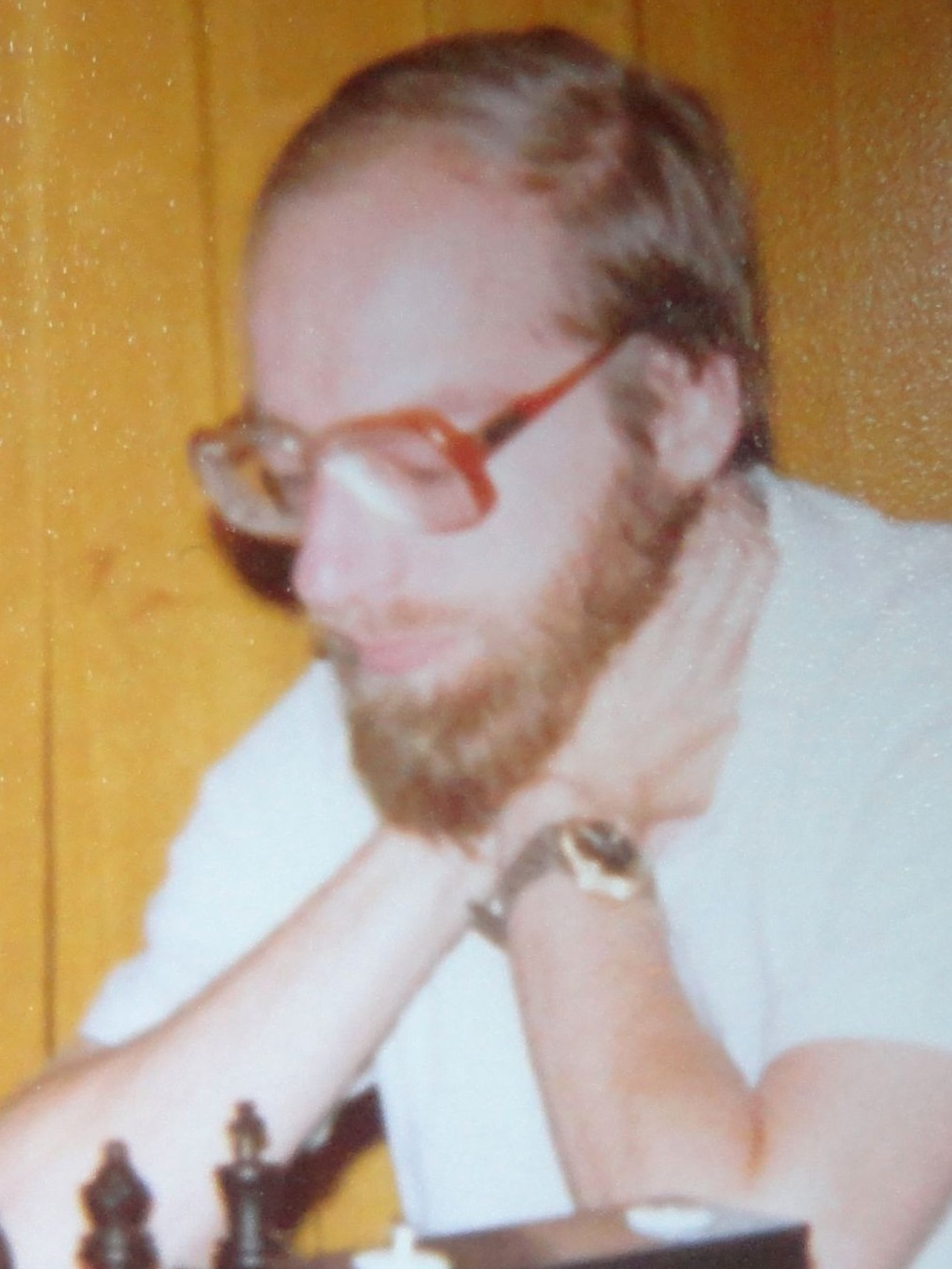
Robert Hübner 1979 in Rio

Danach nahm er einen zweiten Anlauf für die Weltmeisterschaft. Beim Interzonenturnier in Rio de Janeiro 1979 qualifizierte er sich mit Rang 1 bis 3 (neben Portisch und Petrosjan) für das Kandidatenturnier. Hier besiegte er 1980 in Bad Lauterberg zunächst den Ungarn Adorjan mit 5,5:4,5 (+2 =7 −1) und danach im Halbfinale in Abano Terme (Italien) Portisch mit 6,5:4,5 (+2 =9 −0). Nach diesem Sieg stand Hübner auf Platz 3 der Weltrangliste (hinter Karpow und Kortschnoi).
Das auf 16 Partien angesetzte Kandidatenfinale gegen Kortschnoi, 1980 in Meran, brach Hübner nach zehn Partien ab. Nach sechs Partien führte er nach Siegen mit 2:1, übersah aber in der siebten in einem ausgeglichenen Endspiel eine Springergabel und verlor einen ganzen Turm. Hübner unterlag auch in der achten Partie, die beiden letzten Partien (Hängepartien) blieben unbeendet und wurden nach Hübners Abbruch für Kortschnoi gewertet.
1982 gewann Hübner ein doppelrundiges Turnier mit sechs Teilnehmern in Chicago mit 2,5 Punkten vor Walter Browne und drei Punkten vor Kortschnoi. In der Bundesliga spielte Hübner von 1981 bis 1983 beim Hamburger SK, kam mit ihm aber nicht über Plätze im Mittelfeld hinaus, obwohl er ausgezeichnete Einzelergebnisse erreichte (in der Saison 1981/82 9,5 Punkte aus 10 Partien, in der Saison 1982/83 9,5 Punkte aus 12 Partien). 1983 wechselte er zur Solinger SG 1868.

### Dritter Anlauf zur Weltmeisterschaft
1983 spielte Hübner zum dritten Mal das Kandidatenturnier, für das er als Finalist von 1980 teilnahmeberechtigt war. Im Viertelfinale traf er in Velden am Wörther See auf den ehemaligen Weltmeister Wassili Smyslow. Nach zehn Partien stand es 5:5 unentschieden (+1 =8 −1). In der Verlängerung endeten alle vier Partien remis. Danach wurde der Wettkampf durch Los entschieden; Hübner schied aus. 1984 wurde Hübner für den Wettkampf UdSSR gegen den Rest der Welt nominiert; dort spielte er gegen Juri Rasuwajew viermal remis. In der Bundesliga wurde Hübner 1987 und 1988 mit Solingen deutscher Mannschaftsmeister, danach wechselte er zum FC Bayern München, mit dem er 1989, 1990, 1991, 1992, 1993 und 1995 deutscher Mannschaftsmeister wurde.

### Vierter Anlauf zur Weltmeisterschaft
1990 qualifizierte sich Hübner beim Interzonenturnier in Manila (7. Platz, acht Punkte aus 13) nochmals für das Kandidatenturnier. Bei der Schacholympiade 1990 in Novi Sad erzielte er an Brett 1 ein Ergebnis von 7 aus 10; Aufsehen erregte sein Gewinn gegen Iwantschuk.
Im Januar 1991 scheiterte er in Sarajevo im Achtelfinale des Kandidatenturnieres an Jan Timman mit 2,5:4,5.

### Partiebeispiel
|   | a | b | c | d | e | f | g | h |   |
| 8 |   |   |   |   |   |   |   |   | 8 |
| 7 |   |   |   |   |   |   |   |   | 7 |
| 6 |   |   |   |   |   |   |   |   | 6 |
| 5 |   |   |   |   |   |   |   |   | 5 |
| 4 |   |   |   |   |   |   |   |   | 4 |
| 3 |   |   |   |   |   |   |   |   | 3 |
| 2 |   |   |   |   |   |   |   |   | 2 |
| 1 |   |   |   |   |   |   |   |   | 1 |
|   | a | b | c | d | e | f | g | h |   |

In der folgenden Partie besiegte Hübner mit den weißen Steinen im Interpolisturnier in Tilburg 1987 den früheren Weltmeisterschaftskandidaten Kortschnoi in einer brillanten taktischen Kurzpartie.
Hübner–Kortschnoi 1:0
Tilburg, 18. September 1987
Spanische Partie (Offene Verteidigung), C82
1. e4 e5 2. Sf3 Sc6 3. Lb5 a6 4. La4 Sf6 5. 0–0 Sxe4 6. d4 b5 7. Lb3 d5 8. dxe5 Le6 9. c3 Sc5 10. Lc2 Lg4 11. Te1 Le7 12. Sbd2 Dd7 13. Sf1 Td8 14. Se3 Lh5 15. Sf5 0–0 16. Sxe7+ Sxe7 17. b4 Sa4? Der erste und bereits ausreichende Fehler, der Springer fehlt am Königsflügel, besser 17. … Se4… 18. Lxh7+!! Kxh7 der zweite Fehler, nun steht der König viel zu offen 19. e6! hält die schwarze Dame von g4 fern 1:0

### Nationalmannschaft
Bei der Schacholympiade im Jahr 2000 in Istanbul hatte er am Gewinn der Silbermedaille der deutschen Mannschaft großen Anteil. Danach zog er sich aus der Nationalmannschaft zurück. Insgesamt nahm er von 1968 bis 2000 an 11 Schacholympiaden teil und erzielte dabei in 122 Partien 80,5 Punkte. Es waren dies die Schacholympiaden 1968 in Lugano, 1972 in Skopje, 1978 in Buenos Aires, 1982 in Luzern, 1984 in Thessaloniki, 1990 in Novi Sad, 1992 in Manila, 1994 in Moskau, 1996 in Jerewan, 1998 in Elista und 2000 in Istanbul. Seine besten Einzelergebnisse erzielte er 1972 (15 Punkte aus 18 Partien) und 1990 (7 aus 10) mit jeweils einer Goldmedaille am ersten Brett.
Hübner spielte in der deutschen Nationalmannschaft außerdem unter anderem bei den Mannschaftseuropameisterschaften 1965, 1989, 1997, 1999 und 2001, er erreichte mit der Mannschaft 1989, 1999 und 2001 den dritten Platz.

### Weitere Turniere (nach 1991)

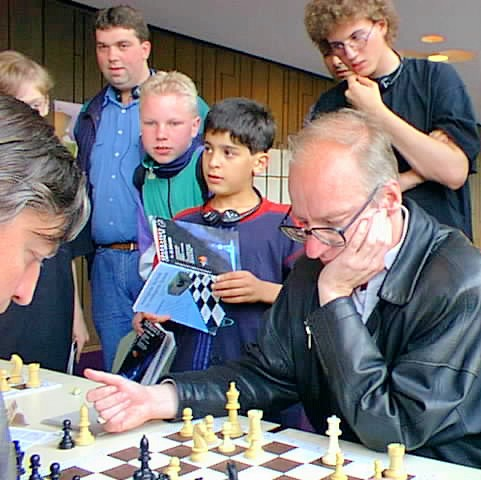
Karpow und Hübner analysieren bei den Dortmunder Schachtagen 1997

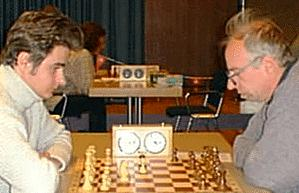
Slobodjan – Hübner, 1999 in Altenkirchen

Hübner begleitete den Briten Nigel Short als Sekundant sowohl zu dessen Kandidatenkämpfen als auch zu dessen Weltmeisterschaftskampf gegen Garri Kasparow 1993 in London. Im Interzonenturnier Biel 1993 konnte er sich nicht mehr für das Kandidatenturnier qualifizieren. In der Bundesliga wechselte Hübner nach dem Rückzug des FC Bayern München 1995 zur SG Porz, mit der er 1996 deutscher Mannschaftsmeister wurde, ab 1997 spielte er für die Solinger SG 1868. Im Jahre 1999 wurde der vielfache Nationalspieler nochmals Deutscher Meister, und zwar in Altenkirchen (Westerwald).
2001 spielte er im Rahmen der Dortmunder Schachtage einen Wettkampf gegen das Computerprogramm Fritz, bei dem alle sechs Partien remis endeten. Im gleichen Jahr wechselte er von der Solinger SG 1868 zum SC Baden-Oos, mit dem er 2006 Deutscher Mannschaftsmeister wurde. 2007 beendete er dort seine Mitgliedschaft. 2008 schloss er sich dem SC Remagen an, bei dem er bis 2010 spielte. In der Saison 2014/15 war er in der 2. Bundesliga West für den Godesberger SK gemeldet. In Luxemburg spielte er für De Sprénger Echternach und wurde mit diesem 2009, 2011, 2013, 2015, 2016, 2018 und 2019 luxemburgischer Mannschaftsmeister, in der Schweizer Nationalliga A spielte er für den Schachklub Luzern, mit dem er 1991 und 2018 die Schweizer Mannschaftsmeisterschaft (SMM) gewann.
Hübner war auch beim European Club Cup erfolgreich: Dreimal gehörte er zur siegreichen Equipe, 1976 und 1990 mit der Solinger SG 1868 und 1992 mit dem FC Bayern München.

### Blindsimultan
Exzellente Ergebnisse konnte Hübner auch als Blindsimultanspieler vorweisen. 1997 gewann er ein Blindsimultan an sechs Brettern gegen den damaligen Zweitligaclub Kölner SF mit 5,5:0,5. Auch das anlässlich des 50-jährigen Jubiläums des SC Kreuzberg am 25. September 1999 durchgeführte Blindsimultan an acht Brettern gegen die erste Mannschaft des Zweitbundesligisten, die einen Elo-Schnitt von 2300 aufwies, entschied Hübner ohne Verlustpartie mit 6,5:1,5 für sich.
Elo-Entwicklung

## Autor
Hübners Analysen gelten als sehr tiefschürfend und sind mit exakten Quellenangaben versehen. 1990 veröffentlichte er das Buch Fünfundfünfzig feiste Fehler mit Beispielen aus seiner eigenen Spielpraxis. 1996 erschien sein Buch Twenty-five Annotated Games. In den 2004 erschienenen Materialien zu Fischers Partien setzte er sich mit Bobby Fischers Werk Meine 60 denkwürdigen Partien auseinander. 2008 veröffentlichte er das Buch Der Weltmeisterschaftskampf Lasker–Steinitz 1894. Seine regelmäßigen Kolumnen im ChessBase Magazine waren oft in Form eines sokratischen Dialoges abgefasst.

## Urheberrecht
In den 1990er Jahren setzte Hübner sich mit dem Urheberrecht an Schachpartien auseinander. Er vertrat die Auffassung, dass jeder Spieler ein Recht an seiner Partie besitze, welche eine eigene geistige Schöpfung sei, und eine Partie daher nicht ohne das Einverständnis des Spielers veröffentlicht werden dürfe. Mit dieser Ansicht konnte er sich nicht durchsetzen.
Um das Problem zu klären, schuf Hübner einen Präzedenzfall: Nach der Bundesligapartie Kuczyński – Hübner (28. Februar 1993) weigerte Hübner sich, seine Partienotation an den Wettkampfleiter zu übergeben. Daraufhin wurde diese Partie, die „am Brett“ mit Remis endete, für Hübner als verloren gewertet. Schließlich entschied das Bundesturniergericht am 21. Mai 1993, dass Hübner unmittelbar nach jeder Partie eine lesbare Partiemitschrift dem Schiedsrichter auszuhändigen habe, die umstrittene Partie wurde remis gegeben.
1994 erstellten Wolfgang Unzicker (Rechtsberater des Deutschen Schachbundes) und Ernst Bedau (Rechtsanwalt) ein Gutachten, wonach an Schachpartien kein Urheberrecht bestehe. Begründung: Wenn an einem Werk zwei (oder mehrere) Personen mit gemeinsamer Zielrichtung arbeiten, dann hat jeder ein Miturheberrecht. Bei einer Schachpartie ist aber eine gemeinsame Zielrichtung nicht gegeben, da jeder selbst auf Sieg spielt und die Bemühungen des Gegners zu stören versucht. Deshalb haben die Spieler kein Miturheberrecht an einer Schachpartie.
Im April 1994 versuchte Hübner durch eine Eingabe bei dem Petitionsausschuss des Deutschen Bundestages zu erreichen, dass der Gesetzgeber Schachpartien urheberrechtlich schützt. Der Antrag wurde in der Bundestagssitzung vom 31. März 1995 abgelehnt.

## Dopingkontrollen im Schach
Hübner lehnte Dopingkontrollen im Schach ab. Als sie im internationalen Schach nach der Schacholympiade 2000 eingeführt wurden, erklärte er seinen Rückzug aus der deutschen Nationalmannschaft. Er sah die Kontrollen als eine „Maßnahme bürokratischer Machtentfaltung“, die eine „Entwürdigung, Entmündigung und Entrechtung des Individuums“ darstellten. Im Gegensatz zu anderen Sportarten könne das Doping im Schach die Fähigkeiten eines Spielers nicht verbessern, sondern nur deren Anwendung. „Als Gegner bin ich jedoch jederzeit froh darüber, wenn mein Spielpartner sein Können voll zur Entfaltung bringen kann, denn dann lerne ich mehr.“

## Auszeichnungen
1990 wählten die Leser des Schach-Kalenders Robert Hübner zum deutschen Spieler des Jahres.

## Chinesisches Schach
Hübner war auch einer der stärksten deutschen Xiangqi-Spieler. Er nahm 1993 an der Weltmeisterschaft in Peking teil und belegte den 36. Platz unter 76 Teilnehmern.

## Wissenschaftliche Tätigkeit
Hübner wurde 1976 an der Universität zu Köln promoviert. Er wirkte an zwei Bänden der Publikationsreihe Kölner Papyri mit, an Band 1 zusammen mit Bärbel Kramer und an Band 3 zusammen mit Bärbel Kramer, Dieter Hagedorn und Michael Erler. Zusammen mit Ursula und Dieter Hagedorn sowie John C. Shelton edierte er Papyri der Bayerischen Staatsbibliothek. Außerdem publizierte er Aufsätze in der Zeitschrift für Papyrologie und Epigraphik, unter anderem über verschiedene Oxyrhynchus-Papyri. In der Festschrift für Eric Gardner Turner ist er mit einem Beitrag vertreten.

## Familie und Privates
Hübners Bruder Wolfgang (1943–2020) war ebenfalls Schachspieler, er trat aber lediglich auf nationaler Ebene in Erscheinung. Er war Meister des Kölner Schachverbandes und wurde zusammen mit seinem Bruder 1967 deutscher Mannschaftsmeister mit der SG Porz.
Robert Hübner beherrschte mehrere Fremdsprachen und betätigte sich auch als Übersetzer. 1993 veröffentlichte er im Selbstverlag eine deutsche Ausgabe von Satiren des finnischen Autors Väinö Nuorteva. Ihm wurde eine besondere Zuneigung zu Finnland nachgesagt.
Robert Hübner starb im Januar 2025 im Alter von 76 Jahren an den Folgen einer zwei Jahre zuvor diagnostizierten Magenkrebserkrankung in einem Krankenhaus in Köln-Kalk. Er wurde am 11. Februar 2025 auf dem Friedhof in Rath/Heumar beigesetzt.

## Werke (Auswahl)
- Fünfundfünfzig feiste Fehler. Vögel, Stamsried 1990, ISBN 3-925355-65-0.
- Twenty-five annotated games. Edition Marco/Nickel, Berlin 1996, ISBN 3-924833-22-2.
- Weltmeister Aljechin CD-ROM. ChessBase, Hamburg 1998, ISBN 3-932466-12-8.
- Weltmeister Fischer CD-ROM. ChessBase, Hamburg 2003, ISBN 3-935602-71-5.
- Materialien zu Fischers Partien Rattmann, Ludwigshafen 2004, ISBN 3-88086-181-1.
- Der Weltmeisterschaftskampf Lasker-Steinitz 1894 und weitere Zweikämpfe Laskers. Edition Marco / Nickel, Berlin 2008, ISBN 978-3-924833-56-5.
- Sechsundsechzig saftige Schnitzer. Schachreisen-Verlag, Hünstetten 2015, ISBN 978-3-9817134-1-1.
- Elemente einer Selbstbiographie. Edition Marco/Nickel, Berlin 2015, ISBN 978-3-924833-68-8.
- Büsum 1968. Edition Marco/Nickel, Berlin 2018, ISBN 978-3-924833-75-6.
- SCHUND: Ein Schachbuch von Dilettanten für Dilettanten. Edition Marco/Nickel, Berlin 2021, ISBN 978-3-924833-84-8.